# Ernst Everts
Ernst Everts (*  21. Dezember 1868 in Solingen; † 19. Mai 1952 in Trier) war ein deutscher Komponist und Sänger mit der Stimmlage Bassbariton.

## Lebensweg
Ernst Everts stammte aus ärmlichen Verhältnissen, er war das dritte von sechs Kindern der Familie eines Schleifers. Seinem Lehrer fiel sein musikalisches Talent auf, aber Everts durfte die Schule nicht beenden und musste mit zwölf Jahren ebenfalls beginnen, als Schleifer in Heimarbeit zu arbeiten. Er sang im Chor und brachte sich selbst das Musizieren auf verschiedenen Instrumenten bei. Als er eine Stelle als Schleifer beim Zwillingswerk erhielt, verdiente er so viel, dass er Musikstunden nehmen konnte. In der Folge wurde er selbst Chorleiter und gab Musikunterricht. 
1899 war Everts 31 Jahre alt und hatte ausreichend Geld gespart, dass er in Köln das Konservatorium besuchen konnte. Dort studierte er Klavier, Geige, Gesang und Komposition. 1903 legte er sein Examen ab und heiratete Wilhelmine Salowsky, die mit ihm Klavier studiert hatte. In den folgenden Jahren folgten rege Konzerttätigkeiten als Sänger, speziell bei Oratorien von Haydn, Mendelssohn und Bruch. Er sang bei Kirchenkonzerten Werke von Johann Sebastian Bach und bei Liederabenden, am Klavier begleitet von seiner Frau. Nach dem Ersten Weltkrieg bildete er gemeinsam mit der Sopranistin Henny Wolff, der Altistin Kuhl-Dahlmann und dem Tenor Arnold Schilbach das Rheinische Vocalquartett.
Everts verfasste zahlreiche Kompositionen, besonders für Chöre; so vertonte er Psalmen, aber schrieb auch Lieder sowie Instrumentalwerke. 1931 wurde er Direktor des Barmer Konservatoriums, das er leitete, bis es 1943 durch einen Bombenangriff zerstört wurde. Everts trat bis ins hohe Alter als Sänger auf; noch im Jahr vor seinem Tod war ein Liederabend geplant, den er dann doch wegen Krankheit absagen musste.
Ernst Everts und seine Frau Wilhelmine hatten vier Kinder, drei Söhne und eine Tochter. Ein Sohn ertrank im Alter von 18 Jahren beim Baden im Rhein. Seinen Lebensabend verbrachte Everts bei seinem ältesten Sohn in Trier.